# Comuna Örebro
Örebro (Örebro kommun) este o comună din comitatul Örebro län, Suedia, cu o populație de 140.599 locuitori (2013).

## Geografie

### Zone urbane
Lista celor mai mari zone urbane din comună (anul 2015) conform Biroului Central de Statistică al Suediei:
| Nr | Zona urbană   | Pop.    |
| -- | ------------- | ------- |
| 1  | Örebro        | 115.765 |
| 2  | Hovsta        | 2.831   |
| 3  | Garphyttan    | 1.613   |
| 4  | Ekeby-Almby   | 1.531   |
| 5  | Odensbacken   | 1.378   |
| 6  | Norra Bro     | 880     |
| 7  | Stora Mellösa | 801     |
| 8  | Glanshammar   | 778     |
| 9  | Latorpsbruk   | 727     |
| 10 | Ölmbrotorp    | 543     |

## Demografie
| \| Evoluția demografică în comuna Örebro, 1970–2015 \| Evoluția demografică în comuna Örebro, 1970–2015 \| Evoluția demografică în comuna Örebro, 1970–2015 \| Evoluția demografică în comuna Örebro, 1970–2015 \| Evoluția demografică în comuna Örebro, 1970–2015 \| \| ----------------------------------------------------------------------------------------------------- \| ------------------------------------------------ \| ------------------------------------------------ \| ------------------------------------------------ \| ------------------------------------------------ \| \| An \| \| \| Locuitori \| \| \| 1970 \| 1970 \| \| 117696 \| 117696 \| \| 1975 \| 1975 \| \| 117837 \| 117837 \| \| 1980 \| 1980 \| \| 116969 \| 116969 \| \| 1985 \| 1985 \| \| 118043 \| 118043 \| \| 1990 \| 1990 \| \| 120944 \| 120944 \| \| 1995 \| 1995 \| \| 119635 \| 119635 \| \| 2000 \| 2000 \| \| 124207 \| 124207 \| \| 2005 \| 2005 \| \| 127733 \| 127733 \| \| 2010 \| 2010 \| \| 135460 \| 135460 \| \| 2015 \| 2015 \| \| 144200 \| 144200 \| \| Sursa: SCB - Statistika Centralbyrån, Folkmängd efter region, civilstånd, ålder och kön. År 1968–2016 \| \| \| \| \| |      |  |           |        |
| Evoluția demografică în comuna Örebro, 1970–2015 |      |  |           |        |
| An |      |  | Locuitori |        |
| 1970 | 1970 |  | 117696    | 117696 |
| 1975 | 1975 |  | 117837    | 117837 |
| 1980 | 1980 |  | 116969    | 116969 |
| 1985 | 1985 |  | 118043    | 118043 |
| 1990 | 1990 |  | 120944    | 120944 |
| 1995 | 1995 |  | 119635    | 119635 |
| 2000 | 2000 |  | 124207    | 124207 |
| 2005 | 2005 |  | 127733    | 127733 |
| 2010 | 2010 |  | 135460    | 135460 |
| 2015 | 2015 |  | 144200    | 144200 |
| Sursa: SCB - Statistika Centralbyrån, Folkmängd efter region, civilstånd, ålder och kön. År 1968–2016 |      |  |           |        |